# Georges de la Falaise

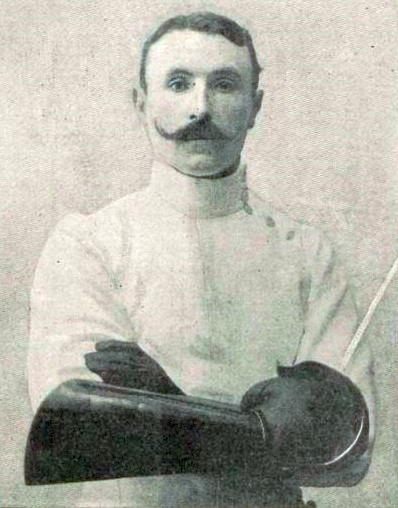
Georges de la Falaise, 1900

Louis Verrant Gabriel „Georges“ Le Bailly de la Falaise (* 24. März 1866 in Luçon; † 8. April 1910 in Paris) war ein französischer Degen- und Säbel-Fechter. 
Georges de la Falaise nahm an den Olympischen Sommerspielen 1900 in Paris teil und gewann die Goldmedaille im Säbel-Einzel, im Degen-Einzel und mit der Degenmannschaft wurde er jeweils Vierter. Bei den Olympischen Zwischenspielen 1906 in Athen gewann er mit der Degen-Mannschaft und im Degen-Einzel die Goldmedaille. Im Säbel-Einzel wurde er Vierter. De la Falaise trat bei den Olympischen Sommerspielen 1908 in London an. Dort wurde er im Säbel-Einzel Siebter, mit der Säbel-Mannschaft belegte er Rang vier.
Er ist der Großvater von Loulou de la Falaise.